# Salorino (Zwitserland)
Salorino is een plaats en voormalige gemeente in het Zwitserse kanton Ticino en maakt deel uit van het district Mendrisio.
Arzo telt 1104 inwoners. Op 4 april 2004 werd Salorino opgenomen in de gemeente Mendrisio.